# 女鬼橋
《女鬼橋》（英語：The Bridge Curse）是於2020年上映的臺灣懸疑驚悚電影，改編自台中東海大學的「女鬼橋」靈異故事。電影由詹宛儒、張寗、林哲熹、嚴正嵐、葛丞、謝毅宏、孟耿如領銜主演。2020年8月27日於Netflix串流影音平台上全球（香港與澳門除外）獨家發行，並是Netflix平台2020年度最多海外瀏覽的台灣本土電影。

## 劇情
東湖大學校園中流傳多年的禁忌傳說，校園裡的一座橋上有一位陰魂不散的女學生鬼魂。相隔多年，一群大學生決定舉辦女鬼橋試膽大會，挑戰禁忌測試這都市傳說。之後開始遭遇各種奇怪的事件。

## 演員
| 演員姓名 | 角色名稱            | 介紹                                 | 學生會成員 年份 | 死因/後續                            |
| 孟耿如   | 連舒宇              | 記者，前來東湖進行女鬼橋新聞專題拍攝 |                 |                                      |
| 林哲熹   | 季德全              | 綽號：阿全，東湖大學大傳系三年級學生 | 2016            | 殺了趙芯喬後成為女鬼載體             |
| 林哲熹   | 季文得              | 2020年改名後，身份為攝影師           |                 |                                      |
| 詹宛儒   | 石語晴              | 綽號：石頭，東湖大學學生             | 2012            | 在水塔淹死。                         |
| 謝毅宏   | 張松癸              | 綽號：松哥，東湖大學美容造型系學生   | 2012            | 上洗手間後在水桶中淹死。             |
| 張寗     | 趙芯喬              | 東湖大學大傳系一年級學生             | 2012            | 從高樓墜落不死，被迫成為女鬼載體     |
| 張寗     | 趙芯喬              | 東湖大學大傳系研究所一年級學生       | 2016            | 被季德全用磚塊砸死                   |
| 嚴正嵐   | 孟柏汝              | 綽號:三女，東湖大學法律系學生        | 2016            | 在宣傳舉辦試膽大會的直播後發現溺死。 |
| 葛丞     | 黎文耀              | 東湖大學資工系學生                   | 2016            | 在宣傳舉辦試膽大會的直播後發現溺死。 |
| 王子齊   | 李天明              | 東湖大學學生                         | 2016            | 在宣傳舉辦試膽大會的直播後發現溺死。 |
| 李家儀   | 鄭琳恩              | 東湖大學美術系學生                   | 2016            | 在宣傳舉辦試膽大會的直播後發現溺死。 |
| 呂洋子   | 女鬼 （楊淨宇配音） | 傳說東湖大學學生                     |                 |                                      |

## 獎項
| 年分   | 頒獎典禮         | 獎項           | 名單   | 結果 |
| 2020年 | 第22屆臺北電影獎 | 最佳女配角     | 詹宛儒 | 提名 |
| 2020年 | 第22屆臺北電影獎 | 台灣電影行銷獎 |        | 提名 |

## 改編作品

### 遊戲
2022年8月25日，根據本片改編的同名恐怖遊戲《女鬼橋 開魂路》於Steam平台發行，開發發行公司為大宇資訊。

## 續作
2023年10月13日，續作發行。

## 外部連結
- 在Netflix上觀看《女鬼橋》
- 女鬼橋的Facebook專頁
- 互联网电影数据库（IMDb）上《女鬼橋》的资料（英文）
- 台灣電影網上《女鬼橋》的資料（繁體中文）
- 女鬼橋 Steam版 （页面存档备份，存于）遊戲